# Shadow banning
Cet article possède un paronyme, voir Shadow banking.
Le shadow banning (également stealth banning, ghost banning et comment ghosting), en français bannissement furtif, est, dans une communauté en ligne, le blocage (en) total ou partiel d'un utilisateur ou de sa production, à l'insu de celui-ci. Cela se fait en rendant les interventions de l'utilisateur invisibles ou moins visibles pour les autres membres de la communauté, tout en les gardant généralement visibles pour lui-même, dans l'espoir que l'absence de réactions finira par lasser l'utilisateur et amener ce dernier à adapter ses publications ou à les réduire, voire à quitter la communauté concernée,.

## Description
En 2006, Michael Pryor, de Fog Creek Software (en), parle de l'application de stealth banning sur certains forums en ligne, décrivant l'un des systèmes de FogBugz développés pour cela et permettant « de régler le problème de comment éloigner la personne pour vous laisser tranquille. » En plus de prévenir le flaming, le système décourage également le spam, bien que ceux les ayant mis en ligne auront toujours la fausse impression que celui-ci est toujours en place.
The Verge décrit le shadow banning comme « l'un des plus vieux trucs de modération », relevant que les premières versions de vBulletin possédaient une liste d'"ignorance globale" (global ignore list) connue sous le nom de Tachy goes to Coventry (littéralement "Tachy va au Couvent", d'après une expression anglophone).

## Exemples notables
Au milieu des années 1980, des forums de BBS, dont Citadel (en), appliquent à des utilisateurs jugés problématiques une forme de restriction d'accès et d'édition s'apparentant au shadow banning,. Lorsque activé, l'utilisateur ciblé possède un accès limité et peut généralement lire les discussions publiques, mais ses messages publiés ne sont pas montrés aux autres utilisateurs,.
Une mise-à-jour de Hacker News en 2012 introduit un système de "hellbanning" visant à contrer le spamming et les comportements abusifs,.
Craigslist est également connu pour "fantomiser" ("ghost") les publicités d'un utilisateur. Ainsi, même si l'utilisateur reçoit une confirmation par courriel que l'annonce est là et qu'il voit cette dernière dans son compte, celle-ci n'apparaît pas dans la catégorie dédiée.
Reddit utilise également une fonction similaire, d'abord conçue pour gérer les comptes publicitaires abusifs,. Bien que le site ajoute des options de blocage de comptes en 2015, il utilise toujours amplement le shadow banning[réf. souhaitée].
En 2016, WeChat est fondé pour bannir sans avertissement des publications contenant certains mots clés,.
Dans une étude recensant des tweets publiés entre 2014 et 2015, des chercheurs concluent que plus d'un quart de million d'entre-eux auraient été traités par shadow banning en Turquie. Toujours en 2015, Twitter aurait également appliqué une stratégie de shadow banning sur des tweets dévoilant des informations confidentielles aux États-Unis,.
Le phénomène est observé sur Instagram en 2017, où certaines publications sont inaccessibles à d'autres utilisateurs ne suivant pas d'autres dans les recherches hashtag,,.
Le shadow banning obtient une certaine visibilité en tant que théorie du complot voulant que Twitter applique la chose aux Républicains américains. Ainsi, à la fin de juillet 2018, Vice News découvre que plusieurs adeptes du parti n'apparaissent plus dans un menu de recherche de Twitter et la publication qualifie la chose de shadow banning, bien que l'entreprise et d'autres médias ne soient pas de cet avis,,,,,,.
Une nouvelle variante de cet outil permet en 2020 de commencer l'assainissement des serveurs de jeux gratuits de combats armés en temps réel. Effectivement, la société Activision, ayant décidé de prendre position contre les utilisateurs de triche, a demandé à tous les créateurs de nouveaux comptes de jeu sur la version PC de COD:Warzone (Call of Duty) d'activer la vérification en deux étapes, nécessitant un numéro de téléphone lié au compte. Ceci fait, chaque joueur enregistré comme tricheur subit un shadow banning  et se trouve déporté sur des serveurs peuplés uniquement par d'autres tricheurs, avec leurs numéros de téléphones enregistrés, ce qui permet de les empêcher de créer un nombre infini de nouveaux comptes et de retourner sévir avec ceux-ci sur des serveurs peuplés par des joueurs légitimes,.
Enfin, l'exemple le plus notable est probablement Tinder, qui fonctionne sur un système de scoring de ses utilisateurs. En effet, aimer inconditionnellement les profils présentés suffit pour enacter un shadow ban intégral.
En 2023, un groupe de professionnels de santé experts de la communication en santé a examiné la possibilité d'utiliser le shadow banning pour lutter contre la désinformation sur les produits de santé ; ils ont rejeté cette possibilité au nom de la liberté d'expression.

### Traductions
1. ↑  (en) « to solve the problem of how do you get the person to go away and leave you alone »
2. ↑  (en) « one of the oldest moderation tricks in the book »